# Arnold Hugh Martin Jones
Arnold Hugh Martin Jones (Birkenhead, 9 marzo 1904 – Tessalonica, 9 aprile 1970) è stato uno storico britannico dell'Antichità classica, specializzato nel tardo Impero romano.
Jones è noto per due importanti opere, The Later Roman Empire, 284-602 ("Il tardo impero romano, 284-602", 1964) e The Prosopography of the Later Roman Empire (1971).

## Biografia
Pubblicò il suo primo libro, The Cities of the Eastern Roman Provinces, nel 1937. Nel 1946 divenne titolare del dipartimento di Storia Antica dello University College di Londra; nel 1951 passò all'Università di Cambridge, dove ottenne lo stesso incarico.
Morì di infarto nel 1970, mentre viaggiava in nave alla volta di Tessalonica, dove avrebbe dovuto tenere delle lezioni.
Era in grado di leggere molto velocemente, ed era dotato di una memoria enciclopedica. Era distaccato e freddo con quelli che non conosceva bene, ma i suoi studenti avevano una grande stima di lui. Veniva criticato per non riconoscere il lavoro svolto dai suoi predecessori nelle note dei suoi libri, un'abitudine di cui era al corrente e di cui si scusò nella prefazione del suo primo libro.

## Opera
Il suo lavoro più noto è The Later Roman Empire, 284–602: A Social, Economic and Administrative Survey (1964), una storia del tardo impero romano che inizia con il regno di Diocleziano (284) e prosegue oltre la tradizionale fine dell'Impero romano, la caduta dell'Impero romano d'Occidente nel 476/480, per terminare con la fine del regno dell'imperatore Maurizio (602).
Poiché all'epoca della stesura di questa opera gli studi archeologici sul tardo impero romano non erano così avanzati, Jones fece uso delle sole fonti letterarie ed epigrafiche, coerentemente con la sua formazione di storico.
Dopo la sua morte nacque un nuovo campo di indagine, quello del periodo Tardoantico; il suo lavoro è stato quindi oscurato dai nuovi studiosi, che però gli debbono molto.